# Kain O'Keeffe
Kain O'Keeffe, född 22 oktober 1987 i Sydney, är en australisk skådespelare. Han är mest känd som Guy Spender i ungdomsserien Blue Water High och Brendan Austin i Home and Away.